# Nemoura fulviceps
Nemoura fulviceps is een steenvlieg uit de familie beeksteenvliegen (Nemouridae). De wetenschappelijke naam van de soort is voor het eerst geldig gepubliceerd in 1902 door Klapálek.